# Jarbi Álvarez
Jarbi Álvarez (* 1. November 1976) ist ein belizischer Fußballspieler auf der Position eines Verteidigers.
Álvarez ist der Kapitän der belizischen Nationalmannschaft, mit der er an der Qualifikation zur Weltmeisterschaft 2006 in Deutschland teilnahm. Auf Vereinsebene spielt Alvarez derzeit bei CSD Sayaxche, nachdem er auf seinen vorherigen Stationen beim Kulture Yabra SC und den San Pedro Sea Hawks unter Vertrag gestanden hatte.

## Vereinslaufbahn
- San Pedro Sea Hawks (2002–2003)
- Kulture Yabra SC (2003–2004)
- San Pedro Sea Hawks (2004–2006)
- CSD Sayaxche (seit 2007)